# Maroa (Amazonas)
Maroa is een gemeente (Spaans: Municipio Autónomo) in de Venezolaanse staat Amazonas. De gemeente telt 2000 inwoners. De hoofdplaats is Maroa.